# Episodi di Boardwalk Empire - L'impero del crimine (quarta stagione)
La quarta stagione della serie televisiva statunitense Boardwalk Empire - L'impero del crimine, composta da 12 episodi, è stata trasmessa dal canale statunitense HBO dall'8 settembre al 24 novembre 2013.
In Italia, la stagione è andata in onda in prima visione assoluta sul canale satellitare Sky Atlantic dal 10 aprile al 19 giugno 2014. È stata trasmessa in chiaro dal 12 ottobre al 16 novembre 2014 su Rai Movie.
A partire da questa stagione entrano nel cast principale Ron Livingston e Jeffrey Wright. Al termine di questa stagione escono dal cast principale Michael Stuhlbarg, Anthony Laciura, Jack Huston e lo stesso Livingston.
| nº | Titolo originale     | Prima TV USA      | Prima TV Italia |
| -- | -------------------- | ----------------- | --------------- |
| 1  | New York Sour        | 8 settembre 2013  | 10 aprile 2014  |
| 2  | Resignation          | 15 settembre 2013 | 10 aprile 2014  |
| 3  | Acres of Diamonds    | 22 settembre 2013 | 17 aprile 2014  |
| 4  | All In               | 29 settembre 2013 | 24 aprile 2014  |
| 5  | Erlkönig             | 6 ottobre 2013    | 1º maggio 2014  |
| 6  | The North Star       | 13 ottobre 2013   | 8 maggio 2014   |
| 7  | William Wilson       | 20 ottobre 2013   | 15 maggio 2014  |
| 8  | The Old Ship of Zion | 27 ottobre 2013   | 22 maggio 2014  |
| 9  | Marriage and Hunting | 3 novembre 2013   | 29 maggio 2014  |
| 10 | White Horse Pike     | 10 novembre 2013  | 5 giugno 2014   |
| 11 | Havre De Grace       | 17 novembre 2013  | 12 giugno 2014  |
| 12 | Farewell Daddy Blues | 24 novembre 2013  | 19 giugno 2014  |

## New York Sour
- Titolo originale: New York Sour
- Diretto da: Tim Van Patten
- Scritto da: Howard Korder

### Trama
Nucky, preferendo rimanere nella sua stanza all'Albatross Hotel e lontano dal lungomare, arriva a un accordo di pace con Masseria e Rothstein. Richard, tornando a casa per riunirsi con sua sorella, uccide una serie di persone su commissione di terzi in cambio di soldi. Gillian, ancora tossicodipendente, cerca disperatamente di riavere indietro suo nipote appellandosi alla giustizia. Intenzionata a vendere la villa del commodoro per garantire stabilità economica al nipote, ricorre alla prostituzione per convincere i possibili acquirenti. Nel frattempo, l'agente del tesoro Sawicki presenta a Mickey e Eli il suo nuovo partner, Warren Knox. Questi però, all'insaputa di tutti, tende una trappola a Stan: facendogli credere che il contadino Elmer possiede un'ingente somma di denaro, lo convince a derubarlo spingendolo di fatto verso la sua stessa trappola, di cui era venuto a conoscenza poco prima nella distilleria di Mickey, che lo porterà alla morte. Si intuirà infatti che Warren è in realtà un agente sotto copertura. Chalky tenta di ultimare in fretta l'Onyx Club, ma il suo braccio destro Dunn, messo alle strette da Eddie Cantor, nuovo socio in affari di Chalky, per averlo trovato a letto con sua moglie, lo uccide ostacolando i piani di Chalky.
- Guest star: Dominic Chianese (Leander Cephas Whitlock), Anatol Yusef (Meyer Lansky), Brian Geraghty (Warren Knox), Domenick Lombardozzi (Ralph Capone), Ben Rosenfield (William Thompson), Erik LaRay Harvey (Dunn Purnsley), Chris Caldovino (Tonino Sandrelli), Ivo Nandi (Joe Masseria), Wrenn Schmidt (Julia Sagorsky), Greg Antonacci (Johnny Torrio), Stephen DeRosa (Eddie Cantor), Morgan Spector (Frank Capone).
- Ascolti USA: telespettatori 2.376.000[2]

## Resignation
- Titolo originale: Resignation
- Diretto da: Alik Sakharov
- Scritto da: Dennis Lehane e Howard Korder

### Trama
Chalky White deve vedersela con le conseguenze dell'omicidio perpetrato dal suo aiutante "torello", e per colpa del socio della vittima, il dottor Narcisse, si ritrova senza artisti al suo nuovo club. Il fedele maggiordomo di sempre di Nucky decide di rassegnare le dimissioni perché non si sente rispettato da Nucky, che solo a fine puntata comprenderà cosa intendesse per "rispetto". L'apparente poliziotto corrotto della prima puntata si rivela una talpa dell'FBI. Richard Harrow torna dalla sorella Emma ma la situazione non è rosea: lei è vedova, incinta, e con debiti da pagare. Dean O'Banion e Al Capone iniziano a mettersi i bastoni fra le ruote per il controllo di Chicago.
- Guest star: Stephen Root (Gaston Means), Brian Geraghty (Warren Knox), Domenick Lombardozzi (Ralph Capone), Erik LaRay Harvey (Dunn Purnsley), Peter McRobbie (Supervisore Elliot), Kevin O'Rourke (Sindaco Edward Bader), Eric Ladin (J. Edgar Hoover), Arron Shiver (Dean O'Banion), Morgan Spector (Frank Capone), Ty Michael Robinson (Samuel Crawford), Sean Cullen (Carl Billings).
- Ascolti USA: telespettatori 2.210.000[3]

## Acres of Diamonds
- Titolo originale: Acres of Diamonds
- Diretto da: Allen Coulter
- Scritto da: Terence Winter

### Trama
In Florida per affari, Nucky viene infatuato da una smaliziata barista. Sentendo però puzza di imbroglio, Nucky vi rinuncia, salvo però ripensarci. William Thompson, figlio di Eli e nipote di Nucky, organizza una festa coi compagni del college e si rivolge a Mikey per avere dell'alcool senza che il padre ne sia a conoscenza. Ad Harlem Narcisse entra nell'affare dell'eroina con Rothstein, cercando poi di farla circolare per le strade tramite Purnsley. Ad Atlantic City, l'Onyx Club di Chalky si illumina grazie a Daughter Maitland, una talentuosa cantante jazz.
- Guest star: Patricia Arquette (Sally Wheet), Ben Rosenfield (William Thompson), Erik LaRay Harvey (Dunn Purnsley), Andrew Howard (August Tucker), Fredric Lehne (Owney Madden), Sean Cullen (Carl Billings).
- Ascolti USA: telespettatori 1.872.000[4]

## All In
- Titolo originale: All In
- Diretto da: Ed Bianchi
- Scritto da: David Matthews

### Trama
L'agente Knox mostra a Edgar Hoover il suo piano per incastrare Nucky. Quest'ultimo intanto sbanca a poker Rothstein e gli ritira poi l'offerta precedentemente proposta di un affare riguardo a degli appalti in Florida. Meyer Lanski, uno dei suoi uomini di fiducia si propone nella trattativa a fine partita. Il perfido Narcisse continua a tessere la sua tela. A Chicago uno dei galoppini di Al Capone ha un malore. Il boss lo va trovare in ospedale e si offre di finire il suo giro di riscossioni insieme al fratello Frank portandosi dietro Van Alden, trovatosi lì nella stanza per consegnare un mazzo di fiori da parte di O'Banion, continuando così a soddisfare la loro sete di violenza. Dopo un'intera serata a far baldoria Eddie, viene fermato alla stazione dai federali.
- Guest star: Anatol Yusef (Meyer Lansky), Brian Geraghty (Warren Knox), Domenick Lombardozzi (Ralph Capone), Ben Rosenfield (William Thompson), Erik LaRay Harvey (Dunn Purnsley), Arron Shiver (Dean O'Banion), Eric Ladin (J. Edgar Hoover), Morgan Spector (Frank Capone), Joel Marsh Garland (Stu).
- Ascolti USA: telespettatori 1.989.000[5]

## Erlkönig
- Titolo originale: Erlkönig
- Diretto da: Tim Van Patten
- Scritto da: Howard Korder

### Trama
Nucky deve salvare il nipote dall'accusa di omicidio. L'agente Knox sottopone ad interrogatorio Eddie con l'intento di saperne di più sull'impero criminale del suo padrone. Gillian continua a cercare una soluzione che possa così permetterle di riavere il nipote Tommy con sé. Van Alden viene assoldato dai fratelli Capone per aiutarli a truccare le elezioni per il sindaco. Durante una rappresaglia contro degli operai per indurli a votare il loro candidato sindaco alle elezioni, Frank Capone trova la morte per mano di alcuni poliziotti che irrompono nel bel mezzo della rissa tra il gruppo dei Capone e gli operai. Eddie viene rilasciato dopo aver rivelato a Knox informazioni sulla commissione affidatagli da Nucky, e sentendo di aver tradito la fiducia del suo padrone, si suicida.
- Guest star: Brian Geraghty (Warren Knox), Domenick Lombardozzi (Ralph Capone), Erik LaRay Harvey (Dunn Purnsley), Ben Rosenfield (William Thompson), Wrenn Schmidt (Julia Sagorsky), Morgan Spector (Frank Capone).
- Ascolti USA: telespettatori 2.088.000[6]

## The North Star
- Titolo originale: The North Star
- Diretto da: Allen Coulter
- Scritto da: Eric Overmyer e Howard Korder

### Trama
Nucky, triste e giù di corda per la perdita del suo maggiordomo, riparte per la Florida per definire l'affare degli appalti e approfondisce meglio la conoscenza della barista Sally Wheet. Lo stesso avviene per Chalky nei riguardi di Daughter. Richard torna ad Atlantic per rivedere Julia e il piccolo Tommy per poter discutere del loro futuro e del bambino. Mentre Eli e Mickey indagano sulla morte di Eddie, l'agente Knox trova nello stesso Eli la chiave per poter affossare il fratello ed il suo impero criminale
- Guest star: Patricia Arquette (Sally Wheet), Anatol Yusef (Meyer Lansky), Brian Geraghty (Warren Knox), Eric Ladin (J. Edgar Hoover), Wrenn Scmidt (Julia Sagorsky), Vincenzo Amato (Vincenzo Petrucelli), Ty Michael Robinson (Samuel Crawford).
- Ascolti USA: telespettatori 1.897.000[7]

## William Wilson
- Titolo originale: William Wilson
- Diretto da: Jeremy Podeswa
- Scritto da: David Matthews e Terence Winter

### Trama
La decisione di Willie di lasciare il college riaccende vecchie diatribe tra Nucky ed Eli. Margareth non riesce a liberarsi del suo passato. Al Capone va alla ricerca dell'assassino di suo fratello per poterlo vendicare, e vi comincia facendo sparare ad uno dei poliziotti che lo ha impallinato. Ad un colloquio con Torrio propone poi di far fuori O'Banion, ritenuto il maggior indiziato nella sparatoria dei poliziotti che gli han portato via il fratello Frank. Secondo Capone i poliziotti son corrotti dal boss irlandese e giunti sul luogo della rappresaglia, hanno sparato solo a lui. Torrio però gli dice di no, in quanto questi è in affari con O'Banion. A seguito di una retata per un acquisto di un deposito di liquori, viene arrestato insieme a quast ultimo, e una volta rilasciato, ci ripensa. Daughter rivela a Chalky il tipo di rapporto che c'è tra lei e Narcisse, che intanto inizia a mietere le sue prime vittime. Solleva la comunità afroamericana di Atlantic City, in fermento per alcuni episodi di giovani morti di overdose, contro lo stesso Chalky, ritenuto dal dottore non all'altezza di controllare la sua zona. Il diacono è intenzionato a mettergli al corrente della situazione di persona, ma trova la morte durante una sera per mano di Purnsley, evitando così che Chalky venga informato sulla vicenda. Procedono le indagini su Nucky da parte dei federali, con l'agente Knox che insieme ad Edgar Hoover ed Esther Randolph interrogano George Remus, al fine di sapere qualcosa di più sui suoi affari. 
- Guest star: James Cromwell (Andrew Mellon), Stephen Root (Gaston Means), Julianne Nicholson (Esther Randolph), Brian Geraghty (Warren Knox), Ben Rosenfield (William Thompson), Domenick Lombardozzi (Ralph Capone), Erik LaRay Harvey (Dunn Purnsley), Chris Caldovino (Tonino Sandrelli), Greg Antonacci (Johnny Torrio), Ivo Nandi (Joe Masseria), Arron Shiver (Dean O'Banion), Eric Ladin (J. Edgar Hoover), Patch Darragh (Signor Bennett), Glenn Fleshler (George Remus).
- Ascolti USA: telespettatori 2.156.000[8]

## The Old Ship of Zion
- Titolo originale: The Old Ship of Zion
- Diretto da: Tim Van Patten
- Scritto da: Cristine Chambers e Howard Korder

### Trama
Nucky riceve la visita inaspettata di Sally. I due continuano la loro relazione, poi Nucky la incarica di controllare tutto il carico di alcolici diretto fino a Tampa. Inoltre affida un incarico al nipote Willy, che da alcuni giorni vive con lui dopo alcune diatribe con il padre dentro l'ufficio del sindaco. Chalky sente aria di diffidenza nei suoi confronti quando è in chiesa per il funerale del reverendo Cuffy, poi cerca di risolvere il problema che da tempo afflige la sua zona e scopre che dietro l'eroina circolante al suo interno vi è Narcisse. Si reca in seguito ad Harlem e gliela brucia davanti ai suoi occhi. Il dottore ordisce dunque un piano per poterlo eliminare. Mentre Daughter è in casa sua a trattenerlo, Chalky riceve la visita di Purnsley, e in seguito ad una discussione capisce anche il suo coinvolgimento dietro il giro di eroina. Scoppia una rissa tra i due con Chalky che ha la meglio solo grazie all'intervento di Daughter, che accoltella Purnsley alla schiena. L'agente Knox interroga Clayton, il compagno di stanza di Willy riguardo all'omicidio avvenuto alla festa al college, e trova il modo di convincere Eli ad estrarre informazioni riguardo al fratello. L'ex sceriffo accetta a patto che il caso di Willy venga archiviato senza finire dietro ad una sbarra.
- Guest star: Patricia Arquette (Sally Wheet), Brian Geraghty (Warren Knox), Ben Rosenfield (William Thompson), Erik LaRay Harvey (Dunn Purnsley), Kevin O'Rourke (Sindaco Edward Bader), Ty Michael Robinson (Samuel Crawford).
- Ascolti USA: telespettatori 1.905.000[9]

## Marriage and Hunting
- Titolo originale: Marriage and Hunting
- Diretto da: Ed Bianchi
- Scritto da: David Matthews, Jennifer Ames e Steve Turner

### Trama
Nucky, pressato da tanti problemi, cerca di star fuori nella faida ormai in pieno svolgimento tra Chalky White e Narcisse. Il dottore nel frattempo cerca appoggio dai suoi soci in affari per continuare lo scontro con Chalky. Mentre è in giro per consegnare una corona di fiori Van Halden affronta Al e Ralph Capone, e si accorda con loro per uccidere O'Banion. Poi elimina i suoi ex colleghi di lavoro nel periodo in cui faceva il rappresentante e rivela la sua vera identità al boss irlandese, che trova la morte poco dopo mentre riceve degli uomini di Al Capone spacciatisi per clienti. Richard e Julia si sposano per poter continuare ad avere l'affidamento del piccolo Tommy. Sempre Richard si reca da Nucky alla ricerca di un lavoro così da poter avere più entrate economiche con la neo-sposa e mantenere il bambino. Chalky resta vicino a Daughter dopo il pestaggio violento subito dalla giovane cantante da parte di Narcisse, ma riceve la visita inaspettata di Maybelle, la figlia prossima alle nozze, che scopre la relazione tra i due. 
- Guest star: Patricia Arquette (Sally Wheet), Domenick Lombardozzi (Ralph Capone), Wrenn Scmidt (Julia Sagorsky), Arron Shiver (Dean O'Banion), Fredric Lehne (Owney Madden), Ty Michael Robinson (Samuel Crawford).
- Ascolti USA: telespettatori 1.900.000[10]

## White Horse Pike
- Titolo originale: White Horse Pike
- Diretto da: Jake Paltrow
- Scritto da: Dave Flebotte

### Trama
Pressato e minacciato dagli agenti dell'FBI, Elias inizia a parlare dell'organizzazione criminale gestita dal fratello. A Tampa, Sally Wheet si accorge che nel carico di liquori importato da Nucky vengono inserite partite di eroina: messo in guardia, Nucky blocca il carico e va allo scontro con Joe Masseria, che gestisce l'affare con Petrucelli, Meyer e Lucky Luciano. A sua volta messo alle strette, per evitare una guerra di clan, Nucky accetta malvolentieri di entrare nell'affare della droga. 
Per vendicarsi dell'aggressione a Daughter, Chalky White tenta di far fuori il dott. Narcisse; scampato al pericolo, Narcisse si precipita da Nucky per avere la testa di Chalky, ma il boss non rivela dove si trova l'amico (protetto da Richard Harrow). Nucky tenta di farlo fuggire dallo stato, ma Narcisse, che tiene in pugno il sindaco e la polizia, organizza un attentato durante la loro fuga: Chalky e Daughter si salvano miracolosamente.

Intanto a New York Margaret viene avvicinata da Arnold Rothstein che, quasi sul lastrico, la convince a fornirgli delle informazioni sulle azioni da comprare, in cambio di un appartamento più grande.
A Chicago, Al Capone rischia la vita dopo aver subito un attentato nel suo ufficio dagli uomini del boss polacco Hymie Weiss. Nelson, appena entrato nelle sue dipendeze dopo averlo aiutato nell'assassinio di O'Banion, percepisce il pericolo e gli salva la vita.
- Guest star: Patricia Arquette (Sally Wheet), Anatol Yusef (Meyer Lansky), Brian Geraghty (Warren Knox), Domenick Lombardozzi (Ralph Capone), Ben Rosenfield (William Thompson), Chris Caldovino (Tonino Sandrelli), Ivo Nandi (Joe Masseria), Greg Antonacci (Johnny Torrio), Kevin O'Rourke (Sindaco Edward Bader), Eric Ladin (J. Edgar Hoover), Patch Darragh (Signor Bennett), Vincenzo Amato (Vincenzo Petrucelli).
- Ascolti USA: telespettatori 2.079.000[11]

## Havre De Grace
- Titolo originale: Havre De Grace
- Diretto da: Allen Coulter
- Scritto da: Howard Korder

### Trama
Sopravvissuti all'attentato ordito da Narcisse, Chalky e Daughter riescono faticosamente a giungere ad Havre de Grace, residenza fuori mano di Oscar Boneau, mentore di Chalky quando era agli inizi della carriera criminale: Oscar, ormai anziano, accoglie Chalky e la sua amante e paga con la vita questa scelta, quando un drappello di uomini armati irrompe nella tenuta. Chalky si convince che dietro tutto ci sia Nucky, e che questi abbia raggiunto un accordo sottobanco con Narcisse. Gillian viene arrestata quando confessa ingenuamente l'omicidio di Roger, e si scopre la vera identità di Roy, che si rivela essere un agente della Pinkerton al soldo di Leander Whitlock. Nucky accetta di partecipare ad un incontro di pace organizzato dal fratello Eli, ma viene messo in guardia da una strana telefonata di Gaston Means, che gli accenna ad un traditore nella sua organizzazione.
- Guest star: Patricia Arquette (Sally Wheet), Louis Gossett Jr. (Oscar Boneau), Dominic Chianese (Leander Cephas Whitlock), Stephen Root (Gaston Means), Brian Geraghty (Warren Knox), Ben Rosenfield (William Thompson), Margot Bingham (Daughter Maitland).
- Ascolti USA: telespettatori 1.984.000[12]

## Farewell Daddy Blues
- Titolo originale: Farewell Daddy Blues
- Diretto da: Tim Van Patten
- Scritto da: Terence Winter e Howard Korder

### Trama
Mentre è al telefono con Sally e si appresta a lasciare lo stato, Nucky viene trovato da Chalky White, che lo ritiene responsabile del suo tentato omicidio. Nel frattempo, Eli è alle prese con l'agente dell'FBI Warren Knox che lo pressa per organizzare l'incontro in cui si dovrebbero arrestare tutti i principali capi famiglia. In tribunale, Richard Harrow viene interrogato in merito all'omicidio di Jimmy, e le cose sembrano voltare a favore di Gillian: si reca così da Nucky, chiedendogli il favore di poter riesumare il corpo di Jimmy e dimostrare la colpevolezza di Gillian. In cambio, Nucky gli chiede un omicidio. A Chicago, nel frattempo, Johnny Torrio viene gravemente ferito in un agguato di cui Hymmie Weiss è il mandante, Spaventato a morte, lascia il comando della criminalità ad Al Capone.
Per Eli la situazione precipita quando Nucky, che aveva subodorato il tradimento del fratello, lo convoca a casa sua prima della partenza e solo l'arrivo provvidenziale di Willie impedisce che il padre venga ammazzato davanti agli occhi del figlio: Nucky viene a sapere tutta la storia e lascia che Eli si arrangi con l'FBI. Tornato a casa, Eli trova l'agente Knox che lo aspetta, imbufalito per il mancato incontro tra i boss: i due si pestano a sangue e Knox ha la peggio. 
Nel frattempo avviene lo scontro finale tra il dottor Narcisse e Chalky White, all'Onyx Club, ormai in mano a Narcisse: Richard, incaricato di uccidere Narcisse, sbaglia però il colpo e uccide Maybelle, la figlia di Chalky, tenuta in ostaggio da Narcisse. Nel locale scoppia il finimondo, irrompe l'FBI che arresta Narcisse, mentre Chalky esce di nascosto e Richard Harrow viene ferito a morte.
Mentre si appresta a partire per la Florida, Nucky viene intercettato dagli agenti dell'FBI. Eli nel frattempo arriva a Chicago per iniziare una nuova vita clandestina.
- Guest star: Patricia Arquette (Sally Wheet), Dominic Chianese (Leander Cephas Whitlock), Brian Geraghty (Warren Knox), Domenick Lombardozzi (Ralph Capone), Ben Rosenfield (William Thompson), Wrenn Scmidt (Julia Sagorsky), Eric Ladin (J. Edgar Hoover), Greg Antonacci (Johnny Torrio), Margot Bingham (Daughter Maitland), Kevin O'Rourke (Sindaco Edward Bader), Tim Ransom (Victor Drake), Katherine Waterston (Emma Harrow).
- Ascolti USA: telespettatori 2.177.000[13]